# 文聖王
文聖王(？—858年)；姓金名慶膺，是新罗国第四十六代君主，神武王之子，母貞繼夫人金氏。在位十九年，諡文聖。因王太子早逝，叔父憲安王受顧命而立。

## 后妃
- 妃照明夫人金氏——大阿飡金忠恭女
- 妃昕明夫人金氏——伊飡金魏昕女